# Kimberley Smith
Kimberley (Kim) Smith (Papakura, 19 november 1981) is een Nieuw-Zeelandse voormalige middellange- en langeafstandsloopster, die zich had gespecialiseerd in de 5000 en de 10.000 m. Ze heeft de Oceanische records in handen op de 5000 en de 10.000 m.

## Biografie
Haar olympisch debuut maakte Smith op de Olympische Spelen van 2004 in Athene, waar zij in haar serie op de 5000 m op een elfde plaats sneuvelde met een tijd van 15.31,80.
In 2008 nam Smith aan het begin van het jaar deel aan de wereldkampioenschappen indoor in Valencia, waar zij op de 3000 m op een zesde plaats eindigde in 8.48,48, haar beste seizoentijd. Later dat jaar nam zij deel aan de Olympische Spelen in Peking, waar ze uitkwam op de 10.000 m. Ze kon het straffe tempo dat de Nederlandse Lornah Kiplagat het deelnemersveld aanvankelijk oplegde, niet volgen en finishte uiteindelijk als negende achter Kiplagat (achtste), die zelf ook slachtoffer werd van haar eigen tempo, met bijna een minuut achterstand op winnares Tirunesh Dibaba (29.54,66).
Eén plaatsje hoger, als achtste, eindigde zij een jaar later op deze afstand tijdens de wereldkampioenschappen in Berlijn, maar haar tijd van 31.21,42 lag ruim een halve minuut boven haar prestatie in Peking.

## Titels
- Nieuw-Zeelands kampioene 1500 m - 2002
- Nieuw-Zeelands kampioene 5000 m - 2002, 2006, 2008
- NCAA-indoorkampioene 3000 m - 2004
- NCAA-indoorkampioene 5000 m - 2004
- NCAA-kampioene veldlopen - 2004

## Persoonlijke records
Baan
| Onderdeel | Prestatie           | Datum           | Plaats    |
| --------- | ------------------- | --------------- | --------- |
| 1500 m    | 4.11,25             | 26 juni 2004    | Waltham   |
| 2000 m    | 5.47,10             | 13 januari 2007 | Hamilton  |
| 3000 m    | 8.35,31 (ex-AR; NR) | 25 juli 2007    | Monaco    |
| 5000 m    | 14.45,93 (AR)       | 11 juli 2008    | Rome      |
| 10.000 m  | 30.35,54 (AR)       | 4 mei 2008      | Palo Alto |

Weg
| Onderdeel      | Prestatie    | Datum             | Plaats       |
| -------------- | ------------ | ----------------- | ------------ |
| 10 km          | 31.34        | 18 september 2011 | Philadelphia |
| 15 km          | 48,31        | 18 maart 2012     | New York     |
| 10 Eng. mijl   | 51.04 (NR)   | 18 september 2011 | Philadelphia |
| 20 km          | 1:03.38 (NR) | 18 september 2011 | Philadelphia |
| halve marathon | 1:07.11 (AR) | 18 september 2011 | Philadelphia |
| 25 km          | 1:24.15 (NR) | 25 april 2010     | Londen       |
| 30 km          | 1:41.43 (NR) | 25 april 2010     | Londen       |
| marathon       | 2:25.21 (NR) | 25 april 2010     | Londen       |

Indoor
| Onderdeel   | Prestatie     | Datum            | Plaats   |
| ----------- | ------------- | ---------------- | -------- |
| 1 Eng. mijl | 4.24,14 (NR)  | 8 februari 2008  | Boston   |
| 3000 m      | 8.38,14 (NR)  | 27 januari 2007  | Boston   |
| 2 Eng. mijl | 9.13,94       | 26 januari 2008  | Boston   |
| 5000 m      | 14.39,89 (NR) | 27 februari 2009 | New York |

## Palmares

### 3000 m
- 2008: 6e WK indoor - 8.48,48

### 5000 m
- 2005:  Universiade - 15.29,18
- 2005: 7e Wereldatletiekfinale - 15.14,91
- 2006: 4e Wereldbeker - 15.12,15

### 10.000 m
- 2005: 15e WK - 31.24,29
- 2007: 5e WK - 32.06,89
- 2008: 9e OS - 30.51,00
- 2009: 8e WK - 31.21,42

### halve marathon
- 2009: 7e WK in Birmingham - 1:09.35
- 2011:  Halve marathon van Philadelphia - 1:07.11 (AR)

### marathon
- 2010: 6e Londen Marathon - 2:25.21
- 2010: 4e New York City Marathon - 2:29.28 (na DQ Inga Abitova)
- 2011: 6e New York City Marathon - 2:25.46
- 2012: 14e OS - 2:26.59
- 2013: 6e New York City Marathon - 2:28.49

### veldlopen
- 2002: 52e WK (lange afstand) - 29.24
- 2003: 61e WK (korte afstand) - 14.02
- 2005: 12e WK (lange afstand) - 27.37
- 2009: 13e WK - 27.05